# Cornelis Dirk Ven
Cornelis Dirk Ven (Oldenzaal, 13 juni 1898 - Amsterdam, 27 januari 1981) was een Nederlands kunstschilder, die voornamelijk werkzaam was in Amsterdam na de Tweede Wereldoorlog. 

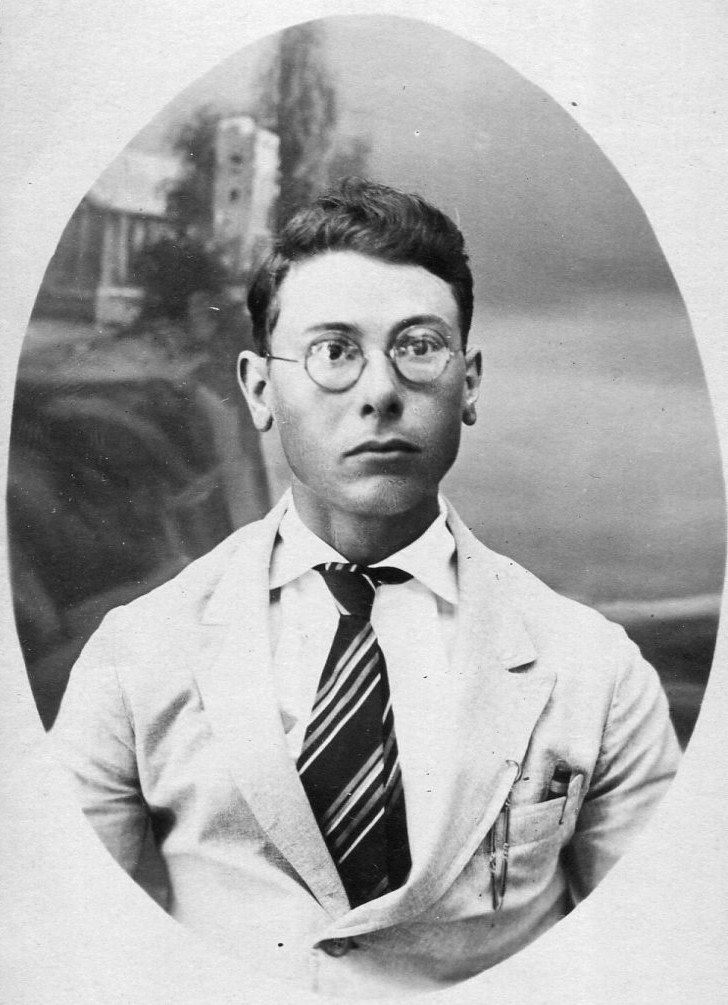
C.D. Ven, 1931

## Biografie
Cornelis Dirk (Kees) Ven was aanvankelijk voorbestemd voor een studie medicijnen maar brak deze studie na zijn kandidaats af wegens gebrek aan belangstelling. Zoals ook andere jongelui in dezelfde omstandigheden in die tijd, vertrok hij daarop naar Nederlands-Indië om daar een bestaan in de landbouw op te bouwen. Waarschijnlijk dreef hij een olieplantage in Deli. Na zijn eerste echtscheiding in 1926 zocht Ven, die goed met de plaatselijke bevolking kon opschieten, zijn vertier voornamelijk in de kampong. Zeer tegen de zin van de lokale Europese gemeenschap leefde hij daar met een inlandse vrouw. Daarom daarom trouwde hij in 1928 met een Nederlandse. Een populistische maar autoritaire opstelling ten opzichte van de arbeidersklasse is verder zijn hele leven kenmerkend voor hem geweest. In 1932 keert hij naar Nederland terug en begint een autoverhuurbedrijf. In de Tweede Wereldoorlog kon hij dit bedrijf niet voorzetten. Nadat hij zijn huurauto's had laten verdwijnen, zond de Nederlandsche Oost Compagnie (NOC – een creatie van Meinout Rost van Tonningen) Cornelis Dirk Ven naar Riga, waar hij bedrijfsleider van een kolchoz werd. Net als andere Nederlandse dwangarbeiders in Letland leefde Ven als frontarbeider op het scherp van de snede. Hij werd op het einde van de oorlog door kolchozeboeren  gewaarschuwd voor het oprukkende Rode Leger en had zo meer geluk dan andere frontarbeiders die als collaborateur naar  Russische kampen werden gestuurd. Na zijn vlucht en terugkeer in Nederland voorzag Ven in zijn levensonderhoud als kunstschilder. De rest van zijn leven woont hij vrijwel onafgebroken op de 1e verdieping van een monumentje op de hoek van de Prinsengracht en de Brouwersgracht in Amsterdam (Prinsengracht 2). In de laatste decennia van zijn leven brengt hij veel tijd door in Spanje.

## Werk
Kees Ven kreeg schilderles in de jaren twintig. Hij schilderde in een figuratieve impressionistische stijl waarin, althans in het begin o.m. invloeden van Breitner zijn te ontdekken. Later wordt zijn palet helderder en schildert hij in pastelkrijt. Op schilderijen uit de jaren zestig gebruikt hij een olieverftechniek waarbij een pastel-krijteffect wordt verkregen door het nog natte schilderij met kranten te drogen. Hij schilderde voornamelijk landschappen en stadsgezichten en in mindere mate ook portretten en stillevens.
Een groot deel van zijn productie werd opgekocht door de in het kader van de Contraprestatieregeling (de latere BKR) maar toch verkocht hij ook wel doeken aan particulieren. In zijn nalatenschap bevond zich nog een groot aantal schilderijen. 

## Galerij

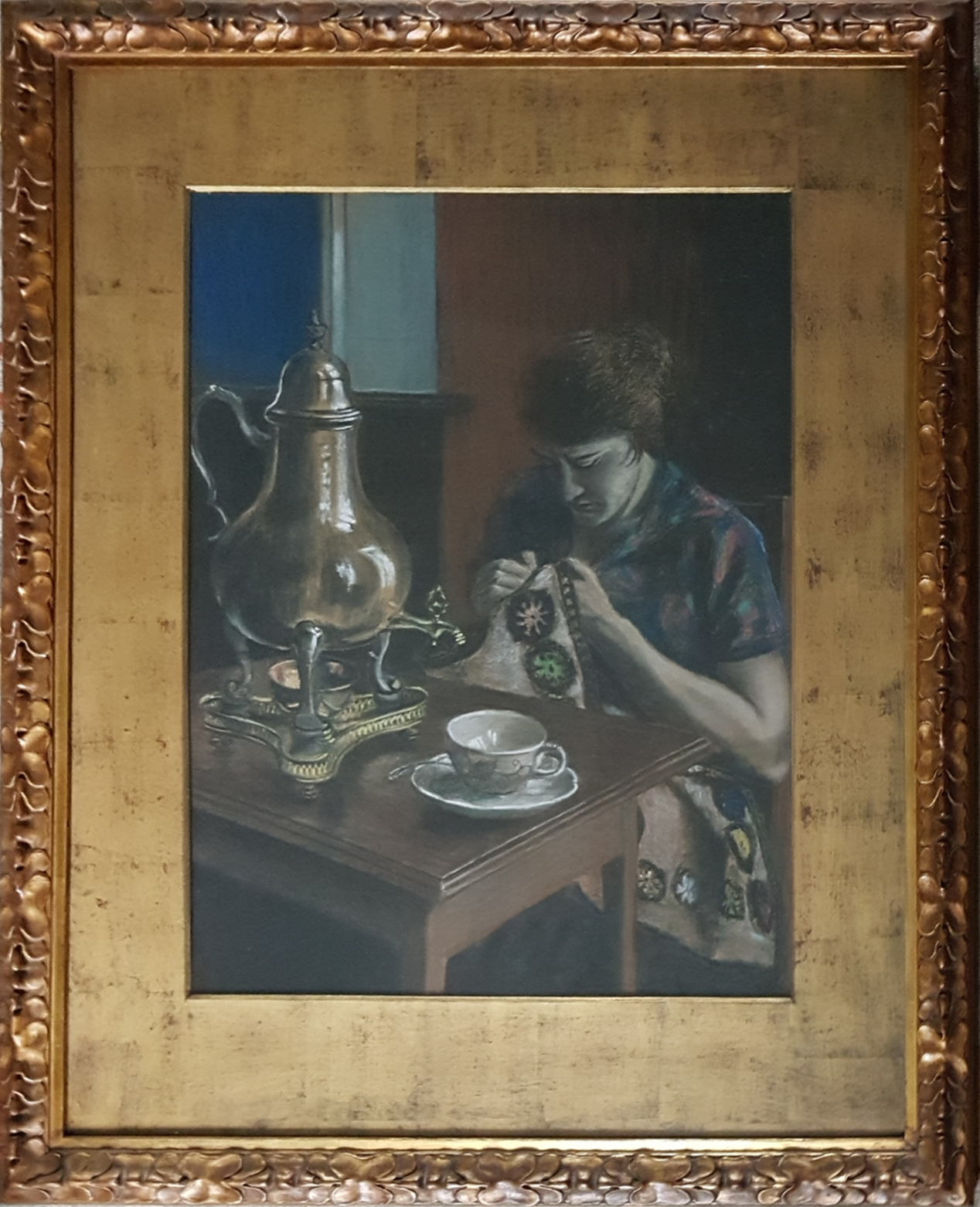
Annie, 48x63cm, gouache, 1926
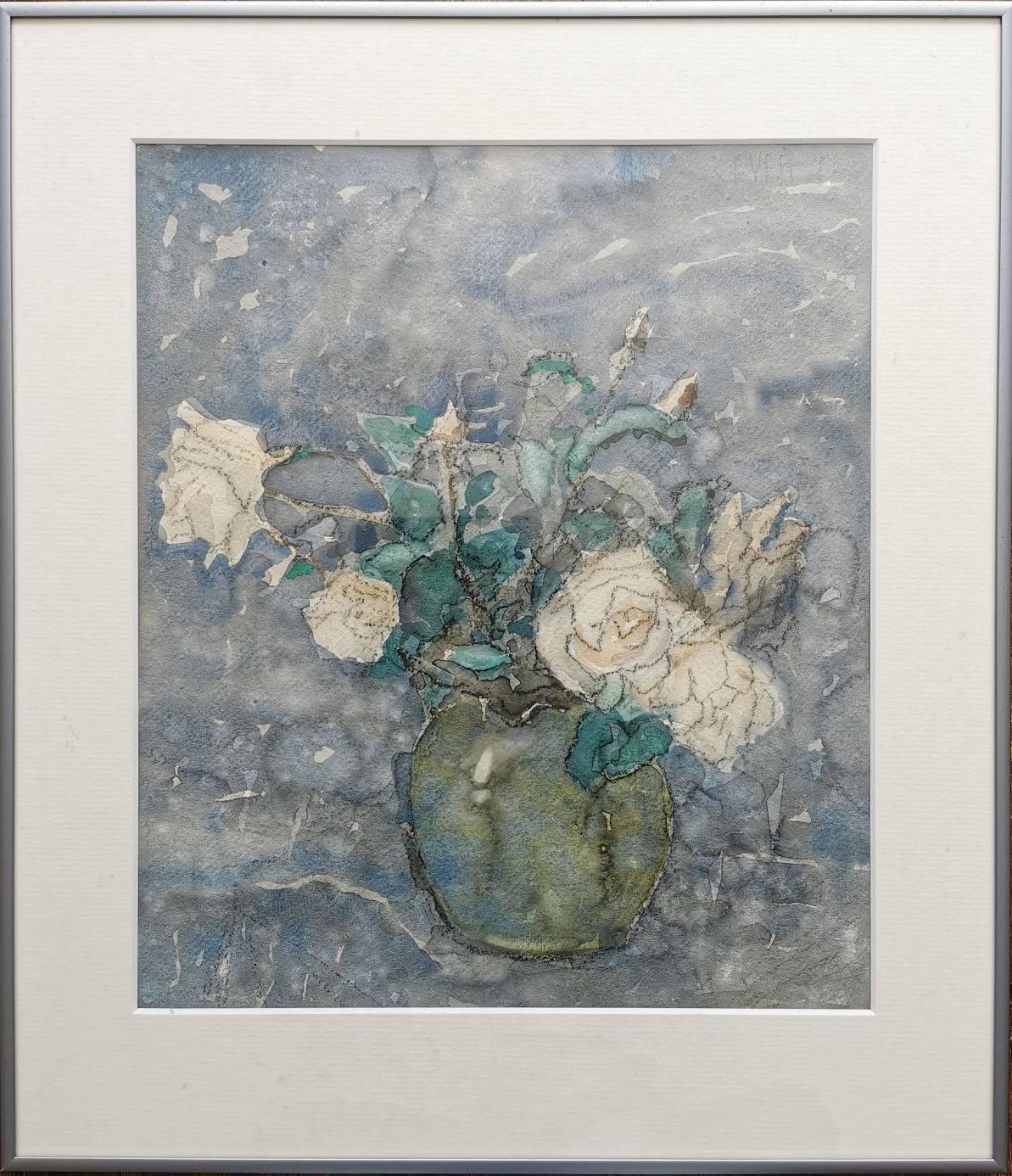
Rozen, aquarel, 1950
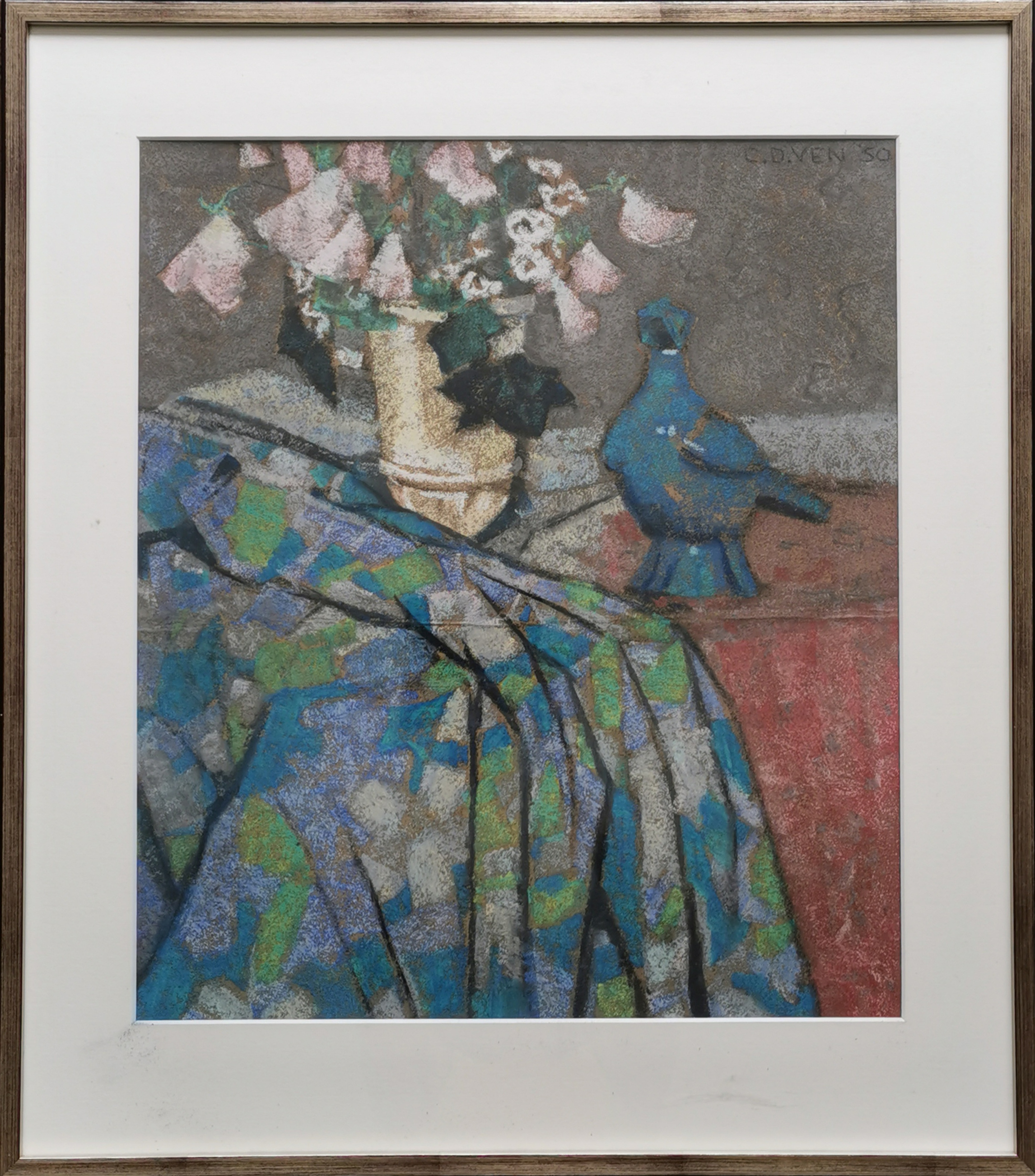
Vogel, acryl, 1950
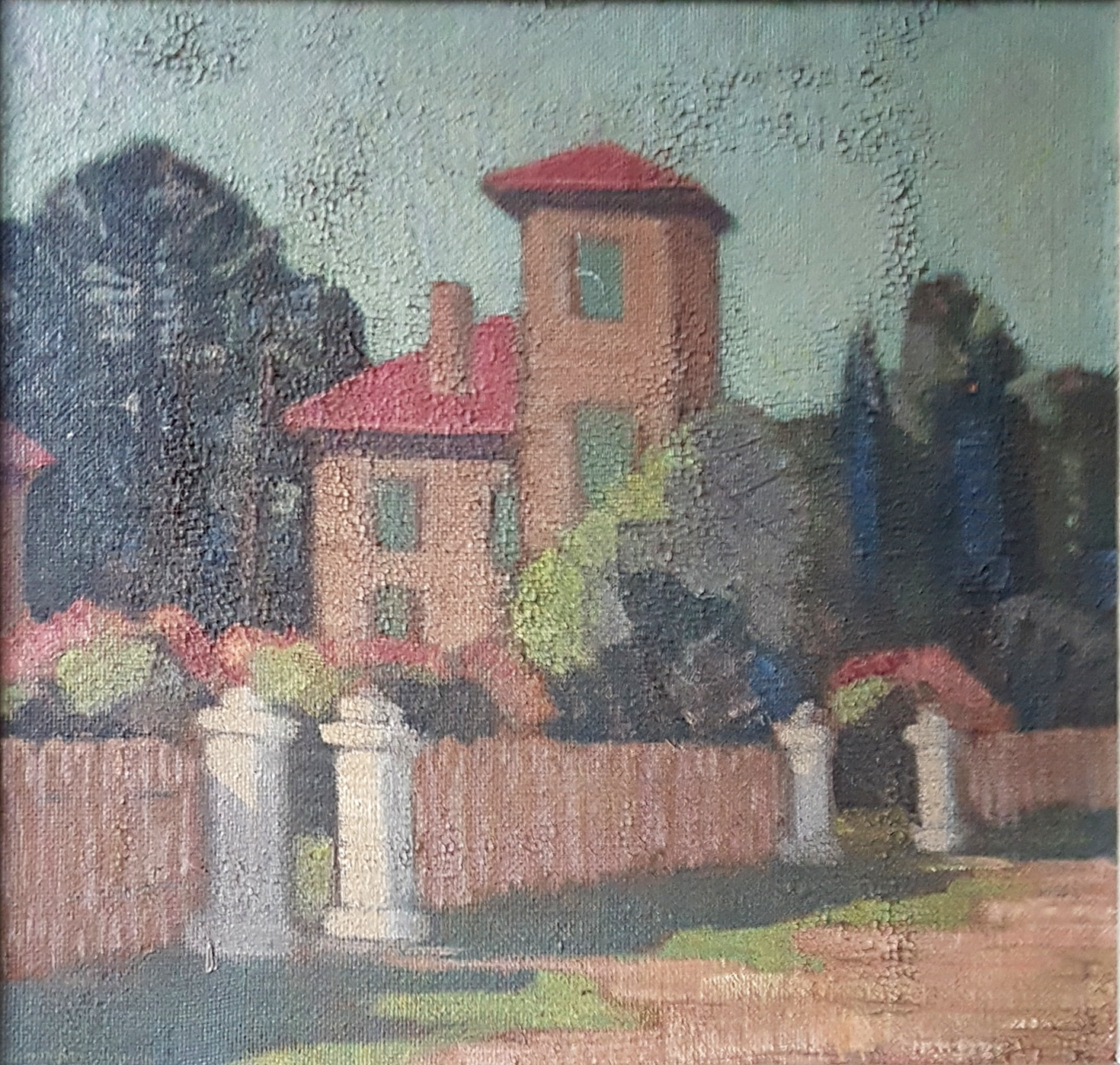
Franse villa, 38x38cm, olieverf op hardboard, 1958
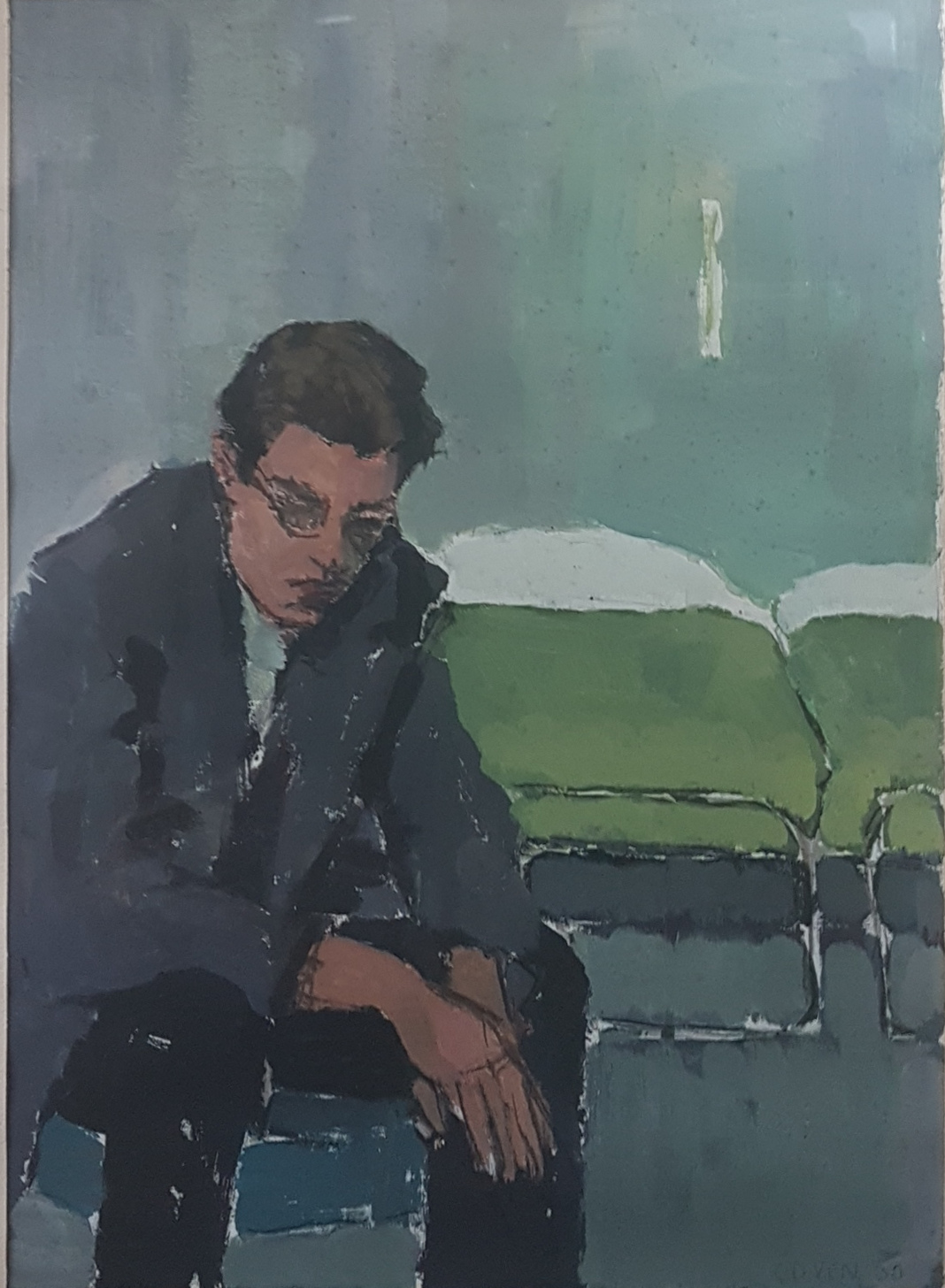
Puber,30x40cm, acryl op papier, 1960